# مایکل مور
مایکل فرانسیس مور (به انگلیسی: Michael Francis Moore) ‏ (زاده ۲۳ آوریل ۱۹۵۴) کارگردان مستندساز آمریکایی برندهٔ یک جایزه نخل طلایی کن است. او همچنین برای فیلم بولینگ برای کلمباین برنده جایزه اسکار بهترین فیلم مستند در سال ۲۰۰۳ شد.

## زندگی
مایکل مور در ۲۳ آوریل ۱۹۵۴ در فلینت، ایالت میشیگان، آمریکا به دنیا آمد. در دانشگاه میشیگان در رشتهٔ خبرنگاری تحصیل کرد و کار حرفه‌ای خود را با ویراستاری مجله دانشگاه میشیگان آغاز کرد. پس از تحصیل به فیلم‌سازی مستند و برنامه‌سازی برای تلویزیون روی آورد. ویژگی اصلی فیلم‌های او زبان تند و جسورانه‌اش علیه سیاستمداران بخصوص سیاستمداران آمریکا است. او همچنین کتابی به نام وطنم کجاست را نوشت و انتقادهای صریح و تندی علیه دولت جرج بوش وارد کرد.

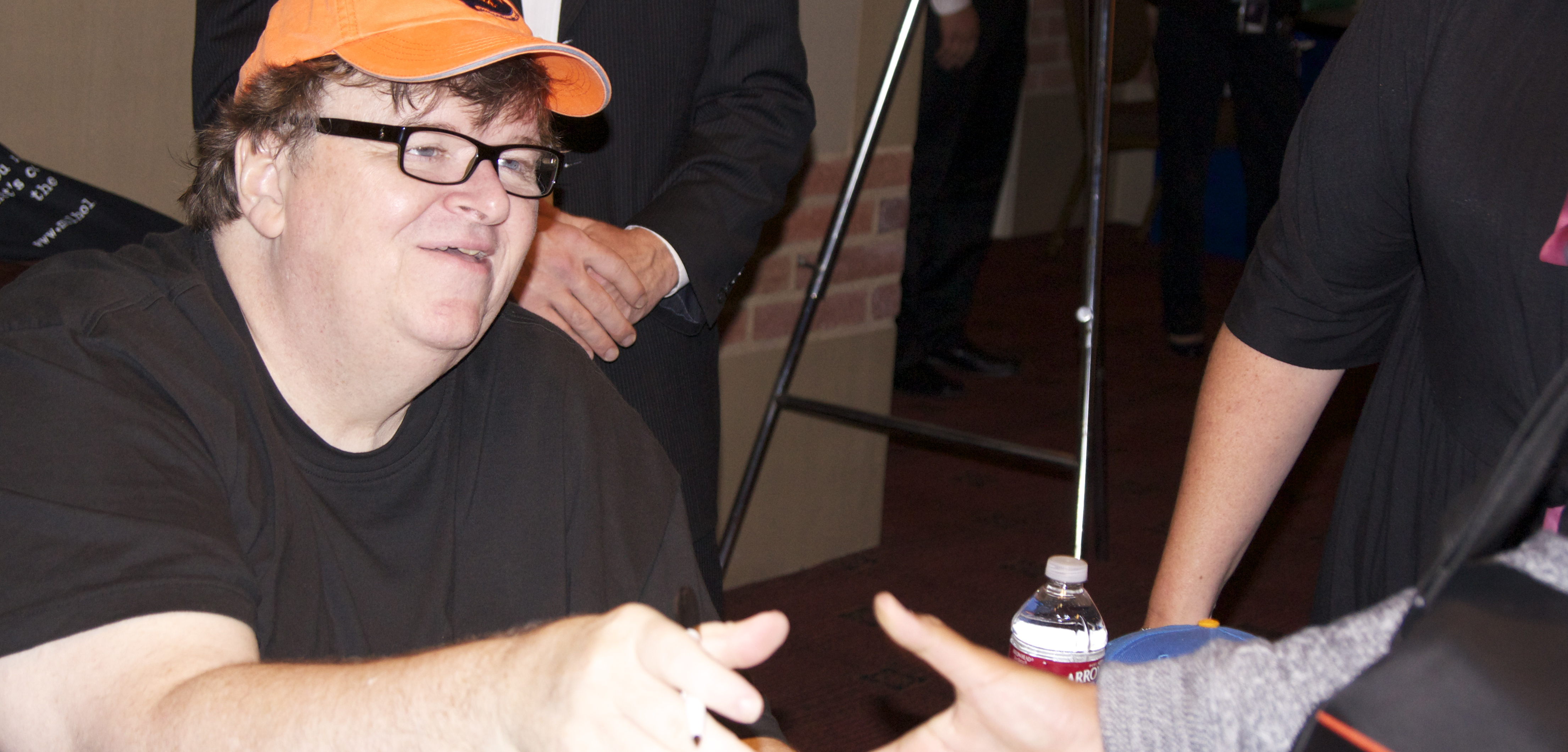
مایکل مور

## آثار سینمایی
- ۱۹۸۹ - راجر و من
- ۱۹۹۵ - بیکن کانادایی
- ۱۹۹۷ - گنده
- ۲۰۰۲ - بولینگ برای کلمباین
- ۲۰۰۴ - فارنهایت ۹/۱۱
- ۲۰۰۷ - سیکو (فیلم)
- ۲۰۰۹ - کاپیتالیسم: یک داستان عاشقانه
- ۲۰۱۵ - بعد به کجا حمله کنیم
- ۲۰۱۶ - مایکل مور در ترامپلند
- ۲۰۱۸ - فارنهایت ۱۱/۹

## کتاب‌ها
- ۱۹۸۹ - این را کوچک کن!
- ۲۰۰۱ - مردان سیفد خنگ
- ۲۰۰۳ - پسر، کشورم کجاست؟
- ۲۰۰۴ - دوباره به ما اعتماد خواهند کرد؟ :نامه‌هایی از مناطق جنگی
- ۲۰۰۴ - فارنهایت ۱۱/۹
- ۲۰۰۵ - ملت ابله
- ۲۰۰۸ - راهنمای انتخابات ۲۰۰۸ مایک
- ۲۰۱۱ - مشکلات وارد می‌شوند: داستان‌هایی از زندگی من
- ۲۰۱۳ - زندگی‌نامه‌های خود نوشته: تمام خانه‌هایی که در آن زندگی کردم